# Аннагельдыев, Оразли Бердылиевич
Оразли Бердылиевич Аннагельдыев (род. 20 марта 1960) — советский и туркменский шахматист, гроссмейстер (2005). Президент национальной шахматной федерации. Арбитр ФИДЕ (2014). Старший тренер ФИДЕ (2018).
В составе сборной Туркменистана участник 5-и Олимпиад (1992—2000).

## Изменения рейтинга
| Графики недоступны из-за технических проблем. См. информацию на Фабрикаторе и на mediawiki.org. |